# Don't Let Go (Love)
"Don't Let Go (Love)" är en låt framförd av den amerikanska R&B-gruppen En Vogue, komponerad av Organized Noize som filmmusik till action-dramat Set It Off (1996).
Låten handlar om att våga ta nästa steg i en kärleksrelation och innehåller instrument som piano och elgitarr. "Don't Let Go (Love)" gavs ut som den tredje singeln från filmens soundtrackalbum Set It Off. Låten blev den sista som En Vogue gjorde tillsammans med bandmedlemmen Dawn Robinson (återförenad 2008). Singeln blir gruppens största hit till dato i USA och blev en topp-fem hit i de flesta länder internationellt. Tidigt år 1997 nådde låten en femte plats på Storbritanniens UK Singles Chart och tillbringade tretton veckor över topp-fyrtio, varav åtta av de veckorna var över topp-tio på listan. "Don't Let Go" klättrade till en andraplats på USA:s Billboard Hot 100 och till en förstaplats på R&B-listan Hot R&B/Hip-Hop Songs. Hittills blir låten gruppens sjätte och sista förstaplats hit på den listan. I Sverige klättrade spåret till en sjätte plats på Sverigetopplistan och blir därmed En Vogues största hit i landet.
"Don't Let Go" har ofta hyllats som en "90-tals R&B-klassiker". I oktober år 2011 blev låten listad på "150 Best Tracks of the Past 15 Years" av NME.

## Format och innehållsförteckning
- Europeisk CD/Maxi-singel

1. "Don't Let Go (Love)" (Radio Edit) - 4:04
2. "Don't Let Go (Love)" (2000 Watts Remix Featuring Raw Digga) - 4:09
3. "Don't Let Go (Love)" (Soundtrack Version) - 4:51
4. "Don't Let Go (Love)" (2000 Watts Instrumental T.V. Track) - 4:31
5. "Don't Let Go (Love)" (Fulton Yard Mix) - 4:38

- Amerikansk CD/Maxi-singel

1. "Don't Let Go (Love)" (Radio Edit) - 4:04
2. "Don't Let Go (Love)" (2000 Watts Remix Featuring Raw Digga) - 4:09
3. "Don't Let Go (Love)" (Soundtrack Version) - 4:51
4. "Don't Let Go (Love)" (2000 Watts Instrumental T.V. Track) - 4:31
5. "Don't Let Go (Love)" (Fulton Yard Mix) - 4:38

- Amerikansk CD/Maxi-singel (CD 2)

1. "Don't Let Go (Love)" (2000 Watts Remix) [Featuring Rah Digga] - 4:09
2. "Don't Let Go (Love)" (Soundtrack Version) - 4:51
3. "Don't Let Go (Love)" (2000 Watts Instrumental T.V. Track) - 4:31
4. "What Is Love" (Club Remix) - 5:35
5. "Whatta Man" (EP Version) [*Salt-N-Pepa Featuring En Vogue] - 4:53
6. "Don't Let Go (Love)" (Fulton Yard Mix) - 4:38

- Tysk "12-vinyl

1. "Don't Let Go (Love)" (Soundtrack Version) - 4:51
2. "Don't Let Go (Love)" (2000 Watts Remix Featuring Raw Digga) - 4:09
3. "Don't Let Go (Love)" (Fulton Yard Mix) - 4:38
4. "Don't Let Go (Love)" (2000 Watts Instrumental T.V. Track) - 4:31
5. "Don't Let Go (Love)" (Instrumental) - 4:52

## Listor
| Lista (1996–1997)                   | Högsta position |
| ----------------------------------- | --------------- |
| Amerikanska Billboard Hot 100       | 2               |
| Amerikanska Hot R&B/Hip-Hop Songs   | 1               |
| Amerikanska Mainstream Top 40       | 2               |
| Amerikanska Hot Adult Top 40 Tracks | 16              |
| Hollands Dutch Top 40               | 2               |
| Norska VG-lista                     | 1               |
| Svenska Sverigetopplistan           | 6               |
| Irlands Irish Singles Chart         | 3               |
| Storbritanniens UK Singles Chart    | 5               |
| Australiens ARIA Chart              | 3               |

| Vid årets slut (1997)         | Position |
| ----------------------------- | -------- |
| Amerikanska Billboard Hot 100 | 7        |

| Vid decenniets slut (1990-1999) | Position |
| ------------------------------- | -------- |
| Amerikanska Billboard Hot 100   | 83       |